# 褚思庄
褚思庄（？—？），别墅名坐忘居，吴郡（今江苏苏州）人，南朝刘宋、南齐围棋棋手。与夏赤松同列第二品。
当时以琅邪人王抗第一品，褚思庄和会稽夏赤松为第二品。褚思庄下棋思考久，巧于斗棋。宋文帝时，羊玄保为会稽太守，宋文帝派遣褚思庄去会稽与羊玄保下棋。于是设计棋局式图，后来在文帝面前演示。齐高帝派褚思庄与王抗对弈赌输赢，从饭时至日暮，一局才结束。皇帝疲倦，让他们回尚书省，至五更才决出结果。王抗回去便睡，褚思庄到天明不睡。当是有人说，褚思庄所棋品之高，因为他用思良久，人不能及。褚思庄官至给事中。